# Ksar Bjir
Ksar Bjir  (in arabo قصر بجير‎?) è un centro abitato e comune rurale del Marocco situato nella provincia di Larache, regione di Tangeri-Tetouan-Al Hoceima. Conta una popolazione di 16 308 abitanti (censimento 2014).